# Ana non
Ana non est un roman d'Agustin Gómez-Arcos publié le 22 mars 1977 aux éditions Stock et ayant obtenu le Prix du Livre Inter la même année.

## Résumé
Ana Paucha, une vieille femme espagnole, entreprend un voyage dans le nord de l'Espagne. Ce voyage, le dernier, est néanmoins initiatique de par les personnes qu'elle va rencontrer et les aventures qu'elle va vivre.

## Adaptation
Le roman a été adapté pour la télévision par Jean Prat en 1985 avec Germaine Montero dans le rôle principal.

## Éditions
- Ana non, éditions Stock, 1977  (ISBN 2-234-00664-3)